# Rock Bottom (album)
Rock Bottom je druhé studiové album britského hudebníka Roberta Wyatta. Jeho nahrávání probíhalo v různých studiích v první polovině roku 1974. Jeho producentem byl Nick Mason a vyšlo v červenci 1974 u vydavatelství Virgin Records.

## Seznam skladeb
Autorem všech skladeb je Robert Wyatt.
| Pořadí         | Název                               | Délka |
| -------------- | ----------------------------------- | ----- |
| 1.             | Sea Song                            | 6:31  |
| 2.             | A Last Straw                        | 5:46  |
| 3.             | Little Red Riding Hood Hit the Road | 7:40  |
| 4.             | Alifib                              | 6:55  |
| 5.             | Alife                               | 6:31  |
| 6.             | Little Red Robin Hood Hit the Road  | 6:08  |
| Celková délka: | Celková délka:                      | 39:31 |

## Obsazení
Hudebníci
- Robert Wyatt – zpěv, klávesy, perkuse, slide guitar (2)
- Mike Oldfield – kytara (6)
- Gary Windo – basklarinet, tenorsaxofon (4 a 5)
- Ivor Cutler – zpěv (3 a 6), barytonová koncertina, harmonium (6)
- Alfreda Benge – zpěv (5)
- Mongezi Feza – trubka (3)
- Fred Frith – viola (6)
- Hugh Hopper – baskytara (2, 4 a 5)
- Richard Sinclair – baskytara (1, 3 a 6)
- Laurie Allan – bicí (2 a 6)

Produkce
- Nick Mason – producent
- Steve Cox – zvukový inženýr
- Dick Palmer – zvukový inženýr
- Toby Bird – asistent zvukového inženýra